# Phùng Bạt
Phùng Bạt (giản thể: 冯跋; phồn thể: 馮跋; bính âm: Féng Bá) (?-430), tên tự Văn Khởi (文起), biệt danh Khất Trực Phạt (乞直伐), gọi theo thụy hiệu là (Bắc) Yên Văn Thành Đế ((北)燕文成帝), là một hoàng đế của nước Bắc Yên thời Ngũ Hồ thập lục quốc trong lịch sử Trung Quốc. Ông lên ngôi hoàng đế sau khi Cao Vân, người mà ông ủng hộ trong cuộc chính biến lật đổ Mộ Dung Hi của Hậu Yên vào năm 407, bị ám sát vào năm 409. Dưới thời ông trị vì, Bắc Yên chủ yếu là duy trì toàn vẹn lãnh thổ và không có tiến triển gì so với kình địch Bắc Ngụy hùng mạnh. Ông được sử sách ghi lại là có tới trên 100 con trai, song sau khi ông chết vào năm 430, em trai ông là Phùng Hoằng đã xử tử tất cả bọn họ.

## Xuất thân
Ông nội của Phùng Bạt là Phùng Hòa (馮和), thuộc sắc tộc Hán và được cho là đã định cư tại quận Thượng Đảng (上黨, gần tương ứng với Trường Trị, Sơn Tây hiện nay) khi Hán Triệu chinh phục nửa phía bắc của nhà Tấn trong thời gian trị vì của Tấn Hoài Đế. Cha của Phùng Bạt là Phùng An (馮安) sau đó trở thành một tướng của hoàng đế Mộ Dung Vĩnh của Tây Yên. Khi hoàng đế Mộ Dung Thùy của Hậu Yên tiêu diệt Tây Yên vào năm 394, gia đình của Phùng An buộc phải chuyển đến Hòa Long (和龍, cũng gọi là Long Thành (龍城), nay thuộc Cẩm Châu, Liêu Ninh), và đây là nơi Phùng Bạt lớn lên, và có vẻ ông chịu ảnh hưởng mạnh của người Tiên Ti, vì biệt danh Khất Trực Phạt của ông có nguồn gốc Tiên Ti. Ông có ba em trai, tất cả họ đều có lòng quả cảm và phần lớn không quan tâm đến sự gò bó của xã hội, song bản thân Phùng Bạt được cho là người cẩn trọng và mẫn cán, và ông là người quản lý toàn bộ gia đình. Dưới thời Mộ Dung Bảo trị vì, ông trở thành một vị tướng. Ông trở thành bằng hữu của Mộ Dung Vân (con trai nuôi của Mộ Dung Bảo).
Sau đó, vào năm 407, trong thời gian trị vì tàn bạo và thất thường của Mộ Dung Hi, cả Phùng Bạt và em trai Phùng Tố Phất (馮素弗) không rõ vì nguyên cớ gì đã xúc phạm Mộ Dung Hi, và họ phải đi ẩn thân ở vùng nông thôn. Họ kết luận rằng mình cuối cùng cũng sẽ bị phát hiện và bị xử tử, và do đó phải giải quyết vấn đề bằng cách lật đổ Mộ Dung Hi. Họ đã bí mật trở về kinh đô Long Thành, và đến khi Mộ Dung Hi rời khỏi Long Thành để chôn cất Hoàng hậu Phù Huấn Anh, họ đã nổi dậy bên trong thành cùng với sự hỗ trợ của một người anh em họ tên là Phùng Vạn Nê (馮萬泥) cùng các tướng Tôn Hộ (孫護) và Trương Hưng (張興). Do Phùng Bạt và Mộ Dung Vân là bằng hữu, ông đã thuyết phục Mộ Dung Vân làm lãnh đạo của đội quân nổi loạn, và họ nhanh chóng chiếm được hoàng cung và đóng cổng thành lại. Mộ Dung Vân sau đó xưng là "Thiên vương".
Mộ Dung Hi trở về Long Thành và ở Long Đằng uyển (龍騰苑) bên ngoài thành, chuẩn bị một cuộc tấn công vào thành. Vào thời điểm này, một cận binh hoàng cung tên là Trữ Đầu (褚頭) đã chạy thoát đến chỗ Mộ Dung Hi và thông tin rằng cận binh hoàng cung đã sẵn sàng quay sang chống lại Mộ Dung Vân ngay khi Mộ Dung Hi tấn công. Tuy nhiên, không rõ vì lý do gì, Mộ Dung Hi lại hoảng sợ trước tin này và bỏ trốn. Tướng của Mộ Dung Hi là Mộ Bạt (慕容拔) đã cố gắng duy trì tấn công Long Thành và đạt được thành công bước đầu, song khi đội quân bắt đầu nhận ra rằng Mộ Dung Hi đã chạy trốn, họ đã sụp đổ và Mộ Dung Bạt đã bị quân lính của Phùng Bạt giết chết. Sau đó, Mộ Dung Hi được tìm thấy khi đang mặc quần áo thường dân trong một khu rừng, ông ta đã bị bắt và giải đến chỗ Mộ Dung Vân. Mộ Dung Vân đích thân đọc cáo trạng về các tội của Mộ Dung Hi, sau đó chặt đầu ông ta cùng các con trai của ông ta

## Dưới thời Cao Vân
Bởi vì Phùng Bạt là công cụ giúp mình trở thành hoàng đế, Mộ Dung Vân sau khi đăng cơ và cải sang họ gốc là "Cao" đã phong Phùng Bạt làm thừa tướng, các em trai của Phùng Bạt và anh em họ Phùng Vạn Nên, cũng các thành viên khác trong cuộc nổi dậy cũng được phong chức. Trên thực tế, chính quyền nằm trong tay Phùng Bạt.
Do Cao Vân cảm thấy mình có ít đóng góp cho dân chúng và đang ngồi trên ngai vàng, ông đã lệnh cho nhiều cận vệ tài giỏi đến bảo vệ mình. Ông ta còn bắt đầu sủng ái hai tên hề có tên là Li Ban (離班) và Đào Nhân (桃仁), trao cho Li và Đào nhiệm vụ phụ trách về an ninh. Ông trao cho hai người này rất nhiều bổng lộc, và lương thực cùng vải vóc của họ có thể còn sánh được với Cao Vân. Mặc dù vậy, ông ta đã bị ám sát vào mùa đông năm 409 trong một sự việc bí ẩn. Vợ của Cao Vân là Li Hoàng hậu cũng đã chết trong sự việc này. Phùng Bạt khi hay tin về vụ ám sát, đã sẵn sàng huy động quân lính và chờ đợi tình hình trở nên rõ ràng hơn, song hai tướng của ông là Trương Thái (張泰) và Lý Tang (李桑) đã tiến vào hoàng cung và chặt đầu Li cùng Đào. Các quan đều ủng hộ Phùng Bạt lên ngôi hoàng đế và ông đã chấp thuận.

## Trị vì
Phùng Bạt phong cho em trai Phùng Tố Phất làm thừa tướng, và các vị trí quan trọng khác cho Tôn Hộ, Trương Hưng, em trai Phùng Hoằng, người anh em họ Phùng Vạn Nê, và con trai của một người anh em họ khác là Phùng Nhũ Trần (馮乳陳). Ông phong cho mẹ là Trương phu nhân làm thái hậu, và lập vợ mình là Tôn phu nhân làm vương hậu và con trai Phùng Vĩnh (馮永) làm thái tử. Cả Phùng Bạt và Phùng Tố Phất đều được coi là người mẫn cán, thanh đạm, và thông minh, và trong thời kỳ này, Bắc Yên được coi là một nước được quản lý tốt, có thể chống đỡ được đối thủ mạnh hơn nhiều là Bắc Ngụy.
Năm 410, Phùng Bạt phải đối phó một rối loạn nội bộ lớn. Phùng Vạn Nê và Phùng Nhũ Trần đều cảm thấy rằng họ đã có đóng góp nhiều cho thành công của Phùng Bạt, và họ bực bội trước việc không được ở lại Long Thành và kiểm soát triều đình mà lại phải làm các tướng chỉ huy ở các thành Phì Như (肥如, nay thuộc Tần Hoàng Đảo, Hà Bắc) và Bạch Lang (白狼, nay thuộc Triều Dương, Liêu Ninh). Họ đã cùng nhau nổi loạn. Phùng Bạt cử Phùng Hoằng và Phùng Hưng đi đánh họ. Sau khi bị đánh bại, Phùng Vạn Nên và Phùng Nhũ Trần đã đầu hàng, song Phù Hoằng đã giết chết cả hai.
Cùng năm, Phùng Bạt chôn cất Cao Vân và Lý Hoàng hậu với nghi thức hoàng gia, song lại bất chấp việc kị húy mà sử dụng tên "Cao Vân" trong chiếu chỉ về việc chôn cất.
Năm 411, Ái Khổ Cái khả hãn Uất Cửu Lư Hộc Luật (郁久閭斛律) của Nhu Nhiên đã triều cống 3.000 con ngựa cho Phùng Bạt và yêu cầu được kết hôn với con gái của Phùng Bạt là Lạc Lãng công chúa. (Lạc Lãng công chúa có thể là con gái của Tôn Vương hậu, do Phùng Tố Phất đã đề xuất từ chối và thay thế bằng con gái của một thê thiếp của Phùng Bạt.) Phùng Bạt tin rằng một liên minh với Nhu Nhiên sẽ có lợi cho đất nước của ông nên đã gả Lạc Lãng công chúa cho Uất Cửu Lư Hộc Luật.
Năm 414, Phùng Bạt cử viên quan tên là Trữ Khuông (褚匡) đến quê hương của mình tại Trường Lạc (長樂, nay thuộc Hành Thủy, Hà Bắc) để tìm kiếm các thành viên trong gia tộc, và Trữ Khuông đã trở về với 5.000 hộ, dẫn đầu là các anh em họ của Phùng Bạt là Phùng Mãi (馮買) và Phùng Đổ (馮睹). Phùng Bạt cũng tìm thấy em trai Phùng Phi (馮丕) tại Cao Câu Ly và chào đón ông ta trở về.
Cũng trong năm 414, Uất Cửu Lư Hộc Luật, người đã kết hôn với một con gái của Phùng Bạt, đã bị một cháu trai tên là Uất Cửu Lư Bộ Lộc Chân (郁久閭步鹿真) lật đổ, và các lãnh đạo chính biến đã gửi ông ta cùng con gái của Phùng Bạt đến Bắc Yên. Phùng Bạt đối xử với ông ta như một vị khách danh giá và giống như kế hoạch ban đầu, đã lấy một con gái của ông ta làm thiếp. Uất Cửu Lư Hộc Luật đã thỉnh cầu Phùng Bạt rằng dãy cử một đội quân hộ tống ông ta về quê hương, và Phùng Bạt với một ít miễn cưỡng, đã cử tướng Vạn Lăng (萬陵) đi hộ tống Uất Cửu Lư Hộc Luật, song Vạn Lăng lại giết chết Uất Cửu Lư Hộc Luật trên đường đi và quay trở lại. Thay vào đó, Phùng Bạt lại liên minh với hãn mới của Nhu Nhiên là Uất Cửu Lư Đại Đàn (郁久閭大檀), là người đã lật đổ Uất Cửu Lư Bộ Lộc Chân.
Bắc Ngụy Minh Nguyên Đế Thác Bạt Tự cũng năm đã cử một sứ thần tên là Hốt Nữu Vu Thập Môn (忽忸于什門) đến Bắc Yên để cố đàm phán hòa bình, song khi Hốt Nữu Vu đến Hòa Long, ông ta từ chối đi vào hoàng cung Bắc Yên, và yêu cầu Phùng Bạt phải ra ngoài để nhận chiếu chỉ của Minh Nguyên Đế. Phùng Bạt đã từ chối và cho kéo lê Hốt Nữu Vu vào cung. Hốt Nữ Vu không chịu cúi đầu, và Phùng Bạt đã lệnh cho các cận bệ ấn đầu của Hốt Nữu Vũ xuống, và sau đó tống sứ giả này vào ngục. Sau đó, trong vài dịp, Hốt Nữu Vu đã xúc phạm Phùng Bạt, song Phùng Bạt đã bác các đề xuất xử tử người này và ông nói rằng Hốt Nữ Vu chỉ là trung thành với đất nước của hắn. Ông sau đó đã một vài lần cố khiến cho Hốt Nữu Vu khuất phục song trong mỗi lần đó Hốt Nữu Vu đều từ chối. Phùng Bạt thay vào đó đã liên minh với hoàng đế Hách Liên Bột Bột của nước Hạ.
Khoảng tết năm 415, Phùng Tốc Phất chết. Trái ngược với phong tục tang lễ thông thường là than khóc ba lần, ông đã than khóc em trai bảy lần.
Sau đó cũng trong năm 415, các anh em của Tôn Hộ là Tôn Bá Nhân (孫伯仁), Tôn Sất Chi (孫叱支), và Tôn Ất Bạt (孫乙拔), không hài lòng với vấn đề thăng tiến nên đã oán trách ông. Phùng Bạt đã xử tử cả ba người và thăng chức cho Tôn Hộ để làm yên lòng ông ta, song Tôn Hộ đã trở nên phiền muộn đến nỗi Phùng Bạt đã phải hạ độc giết chết người này. Trong lúc đó, tướng Vũ Ngân Đề (務銀提) cũng không hài lòng về việc mình không được thăng chức và lên kế hoạch dâng các vị trí mà mình trấn thủ cho Cao Câu Ly, và Phùng Bạt đã xử tử ông ta.
Năm 416, tướng Khố Nộc Quan Bân (庫傉官斌) của Hậu Yên, là người trước đó đã đào thoát từ Bắc Yên đến Bắc Ngụy rồi lại đào thoát từ Bắc Ngụy trở lại Bắc Yên, đã bị Minh Nguyên Đế của Bắc Ngụy tấn công, và ngoài Khố Nộc Quan Bân, quân Bắc Ngụy còn giết được hai tướng khác của Bắc Yên là Khố Nộc Quan Xương (庫傉官昌) và Khố Nộc Quan Đề (庫傉官提).
Năm 418, Minh Nguyên Đế thực hiện một cuộc tấn công bất ngờ chống lại Bắc Yên, bao vây Hòa Long. Phùng Bạt đã thủ thành chống lại các cuộc tấn công của Bắc Ngụy và giữ được nó. Quân Bắc Ngụy bắt khoảng 10.000 hộ tại Bắc Yên và rút lui.
Trong vài năm sau đó, Bắc Ngụy tập trung cho các nỗ lực chống lại Lưu Tống và Hạ, và không còn xuất hiện những cuộc đối đầu lớn giữa Bắc Ngụy và Bắc Yên.
Năm 426, thái tử của Phùng Bạt là Phùng Vĩnh qua đời, ông lập một người con trai khác tên là Phùng Dực (馮翼) làm thái tử.
Năm 430, Phùng Bạt lâm bệnh nặng, và ông đã ban hành một chiếu chỉ chuyển giao quyền lực cho Phùng Dực. Tuy nhiên, người thê thiếp họ Tống mà Phùng Bạt sủng ái lại muốn cho con trai của bà ta là Phùng Thụ Cư (馮受居) thừa kế ngai vàng, và do đó bà ta đã nói với Phùng Dực rằng Phùng Bạt sẽ sớm phục hồi và rằng ông không phải lo lắng về quyền lực; Phùng Dực chấp thuận và lui về cung của mình. Tống thị sau đó đã giả lệnh của Phùng Bạt để ông không thể giao thiệp với bên ngoài, và Phùng Dực và các con trai khác, cũng như các triều thần, đều không được phép nhìn Phùng Bạt. Chỉ có một triều thần mà bà ta tin tưởng tên Hồ Phúc (胡福) là có thể vào cung để phụ trách an ninh. Tuy nhiên, Hồ Phúc trong lòng đã cảm thấy phẫn uất trước các tham vọng của Tống thị, và ông ta đã thông tin cho Phù Hoằng, người đang là thừa tướng, về ý định của bà. Phùng Hoằng ngay lập tức đã tiến đánh hoàng cung và nắm quyền kiểm soát nó. Phùng Bạt nghe được tin này đã chết vì quá choáng váng. Phùng Hoằng sau đó chiếm lấy ngai vàng và đánh bại đội quân của Phùng Dực, thảm sát tất cả con trai của Phùng Bạt.